# Albert Brehme
Albert Brehme (Berlino, 19 giugno 1903 – ...) è stato un bobbista tedesco.

## Biografia
Vinse una medaglia di bronzo ai campionati mondiali del 1930 (tenutisi a Caux-sur-Montreux) nel bob a quattro, per la nazionale tedesca insieme ai suoi connazionali Bertram, Picker e Fritz Grau
Vennero superati da quella italiana (medaglia d'oro) e da quella svizzera (medaglia d'argento). Altra medaglia di bronzo nel bob a due nel 1933. 